# Aragonija
Aragonija (aragonsko in špansko Aragón) je ena od današnih 17 avtonomnih skupnosti v Španiji in zgodovinska zibelka Aragonskega kraljestva (1035-1162) ter Aragonske krone od 12. stoletja naprej. 
Glavno mesto je Zaragoza, med aragonskimi mesti je mdr. Huesca. 